# Сталинская премия
Ста́линская пре́мия (Пре́мия имени Ста́лина) — одна из высших форм поощрения граждан СССР за выдающиеся достижения в области науки и техники, военных знаний, литературы и искусства, коренные усовершенствования методов производства в 1939—1955 годах.
В 1966 году приравнена к созданной Государственной премии СССР.

Диплом лауреата Сталинской премии, 1943 год.

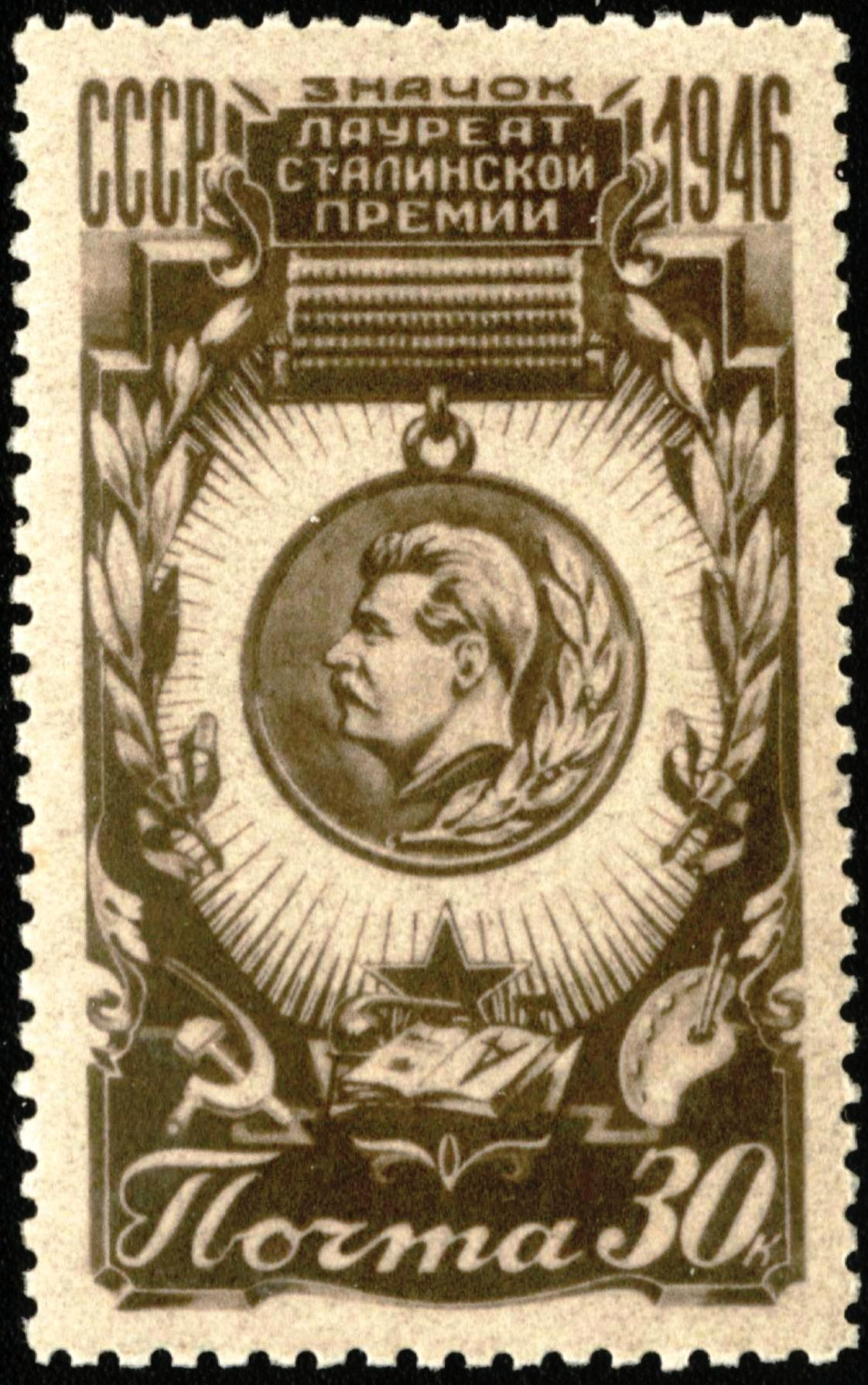
Медаль лауреата Сталинской премии на почтовой марке

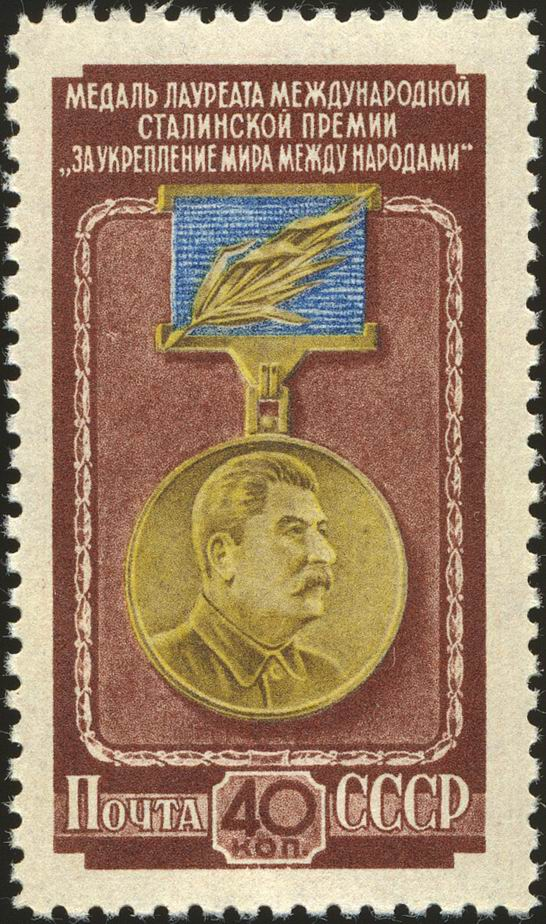
Медаль лауреата международной Сталинской премии «За укрепление мира между народами» на почтовой марке. 1953 г.

## Учреждение премии
Сталинские премии (или, как их первоначально называли, Премии имени Сталина) были учреждены двумя постановлениями СНК СССР.
1. «Об учреждении премии и стипендии имени Сталина» — было принято 20 декабря 1939 года в ознаменование 60-летия И. В. Сталина. В нём говорилось: «В ознаменование шестидесятилетия товарища Иосифа Виссарионовича Сталина Совет Народных Комиссаров Союза ССР постановляет: учредить 16 премий имени Сталина (в размере 100 тысяч рублей каждая), присуждаемых ежегодно деятелям науки и искусства за выдающиеся работы в области: 1) физико-математических наук, 2) технических наук, 3) химических наук, 4) биологических наук, 5) сельскохозяйственных наук, 6) медицинских наук, 7) философских наук, 8) экономических наук, 9) историко-филологических наук, 10) юридических наук, 11) музыки, 12) живописи, 13) скульптуры, 14) архитектуры, 15) театрального искусства, 16) кинематографии». Тем же постановлением было учреждено десять первых (по 100 тыс. руб.), двадцать вторых (по 50 тыс. руб.) и тридцать третьих (по 25 тыс. руб.) Сталинских премий, присуждаемых ежегодно за лучшее изобретение, а также три первых, пять вторых и десять третьих Сталинских премий, присуждаемых ежегодно за выдающиеся достижения в области военных знаний (аналогичных по размеру)[1].
2. «Об учреждении премий имени Сталина по литературе» — было принято 1 февраля 1940 года. В нём было постановлено: «Учредить 4 премии имени Сталина, по 100 тысяч рублей каждая, присуждаемые ежегодно за выдающиеся произведения в области литературы». При этом указывалось, что четыре премии даются по одной в областях поэзии, прозы, драматургии и литературной критики[2].

Количество присуждаемых премий и их размер впоследствии неоднократно менялись. Впервые это произошло 20 декабря 1940 года, когда СНК СССР принял постановление «Об изменениях порядка присуждения Сталинских премий по науке, изобретениям, литературе и искусству», согласно которому количество премий в области науки и искусства увеличивалось до трёх премий первой степени по 100 тыс. руб. и пяти премий второй степени по 50 тыс. рублей (по каждой из четырёх номинаций в области литературы устанавливалось по три премии в 100 тыс. рублей).
В дополнение к существовавшим, в 1949 году была учреждена Международная Сталинская премия «За укрепление мира между народами».

## Порядок присуждения премии
Порядок присуждения Сталинских премий был определён постановлением СНК СССР «О порядке присуждения премий имени Сталина за выдающиеся работы в области науки, военных знаний, изобретательства, литературы и искусства», утвержденном на заседании Политбюро ЦК ВКП(б) 20 марта 1940 года. Согласно ему премии присуждались непосредственно Советом Народных Комиссаров СССР. Кандидатуры лауреатов представляли два специально созданных при СНК СССР комитета:
- Комитет по Сталинским премиям в области науки, военных знаний и изобретательства;
- Комитет по Сталинским премиям в области литературы и искусства.

Согласно постановлению, комитеты должны были завершать приём работ, выдвинутых на соискание Сталинской премии, до 15 октября и не позднее 1 декабря подавать свои предложения в СНК СССР. Отмечалось, что на соискание премий должны представляться лишь новые работы, законченные в год присуждения премий. Работы или изобретения, законченные в период с 15 октября по 1 декабря текущего года, допускались на соискание премии в следующем году. Постановление СНК СССР от 20 декабря 1940 года изменило этот порядок для премий за 1940 год «как итоговый в отношении достижений прошлых лет», разрешив присуждать премии за работы не только последнего года, но и последних 6—7 лет, одновременно увеличив количество премий. Сроки представлений от комитетов по Сталинским премиям при этом были отодвинуты до 15 января 1941 года.
Работы в области науки и военных знаний, а также описания изобретений должны были представляться в комитеты на любом языке в 3 экземплярах, отпечатанные на пишущей машинке или типографским способом; литературные, музыкальные произведения и проекты архитектурных сооружений — в одном экземпляре, а остальные произведения искусства — в оригинале. Оценка и присуждение премий за работы в области театрального искусства и кинематографии, согласно постановлению от 30 марта 1940 года, оценивались как на основании представленных материалов (пьес, сценариев, макетов и т. п.), так и на основании показов кинофильмов и театральных постановок.
Сталинские премии присуждались ежегодно и являлись знаком признания высокого научного, культурного, инженерно- или организационно-технического вклада лауреата. Особенно тщательно производился отбор кандидатов в лауреаты самой первой премии, о присуждении которой было объявлено в 1941 году. Многочисленные свидетельства говорят о том, что И. В. Сталин уделял пристальное внимание отбору и утверждению кандидатов на премию своего имени, зачастую фактически единолично решая вопрос о её присуждении.

## История премии
По утверждению российского писателя В. С. Бушина, деньги на премии брались из гонораров И. В. Сталина за издания его трудов. Как один из наиболее печатаемых (наряду с Лениным) авторов в Советском Союзе, им же и управляемом, Сталин имел право на огромные гонорары (по стандартной ставке для писателей, рассчитывавшейся исходя из тиража), которые оставались невостребованными, так как проживание, питание и любые другие нужды главы государством оплачивались за счёт государственных средств. Предполагается, что в связи с этим Сталин принял решение использовать данные средства для выплаты премий. Возможно, на премии также шла часть заработной платы И. В. Сталина — он занимал две высшие должности в стране (секретарь ЦК партии и председатель СНК), и за каждую в послевоенные годы ему начислялось 10 тысяч рублей в месяц. Эту версию повторяет личный охранник Сталина А. Т. Рыбин в документальном фильме С. Арановича «Я служил в охране Сталина, или Опыт документальной мифологии» (1989). 
Существует однако и другая версия, согласно которой то, что фонд Сталинской премии финансировался из гонораров и зарплаты самого Сталина никак документально не подтверждается; гонорары же от издательств Сталин не получал — они шли напрямую в госбюджет.
В 1942—1943 гг. почти все (или все) лауреаты перечислили деньги, полученные с премией, в Фонд обороны. В некоторых случаях лауреаты перечисляли деньги, полученные с премией, на государственные нужды и позже: так, в 1946 году хирург и православный епископ Лука (Войно-Ясенецкий) перечислил свою премию «на помощь сиротам, жертвам фашистских извергов».
8 сентября 1943 года был учрежден Почётный знак лауреата Сталинской премии.
Постановления СНК (СМ) СССР о присуждении Сталинских премий от 13.03.1941; 14.03.1941; 15.03.1941; 10.04.1942; 11.04.1942; 19.03.1943; 23.03.1943; 26.01.1946; 26.06.1946; 6.06.1947; 1.04.1948; 20.04.1948; 29.05.1948; 2.06.1948; 8.04.1949; 9.04.1949; 3.03.1950; 8.03.1950; 1951; 1952 были опубликованы в периодической печати с указанием их денежных сумм в различных областях. В постановлениях 1951—1952 годов не указывается их точная дата. Постановления 1953—1955 годов не опубликовывались, видимо, по соображениям секретности. Также в опубликованных списках нет некоторых лауреатов, о которых указано в других источниках.

## Особенность премии
Премия давалась не по совокупности заслуг, а за конкретные работы и достижения. 
Лауреатам Сталинской премии полагались определённые льготы: например, бесплатный проезд, бесплатное высшее образование для детей.

## Многократно награждённые премией
Абсолютным рекордсменом по числу присуждённых Сталинских премий был авиаконструктор С. В. Ильюшин, получивший 7 премий. Шестикратными лауреатами стали кинорежиссёры И. А. Пырьев и Ю. Я. Райзман, кинорежиссёр-документалист И. П. Копалин, актёр и режиссёр Н. П. Охлопков, поэт и писатель К. М. Симонов, композитор С. С. Прокофьев, артист Н. И. Боголюбов, авиаконструкторы А. С. Яковлев, А. И. Микоян, М. И. Гуревич.

## Ликвидация премии
После 1955 года Сталинские премии не присуждались. Последнее известное постановление Совета министров СССР о присуждении Сталинских премий некоторым инженерам и конструкторам, связанным с созданием первой советской водородной бомбы РДС-6с, датировано 24 февраля 1955 года (оно было совершенно секретным, опубликовано в 2009 году), однако не исключено, что существуют более поздние, ещё не рассекреченные постановления за этот год, поскольку в биографиях ряда учёных и инженеров, не упомянутых в этом постановлении, присутствует упоминание о получении Сталинских премий за 1955 год.
В рамках кампании по искоренению культа личности Сталина, начавшейся после XX съезда КПСС, в 1956 году была учреждена Ленинская премия, фактически заменившая собой Сталинскую премию. В 1966 году была учреждена Государственная премия СССР, к которой была приравнена Сталинская премия. Дипломы и знаки лауреата Сталинских премий 1-й, 2-й и 3-й степеней желающие могли заменить на дипломы и почётные знаки лауреата Государственной премии СССР.
В 40-м томе Большой советской энциклопедии 2-го издания, который был подписан в печать 20 июля 1955 года, статья «Сталинские премии» отсутствует, хотя на эту статью имеются ссылки в предыдущих томах.
В научной, справочной и учебной литературе название Сталинской премии заменялось на Государственную, информация о ней и её лауреатах дозировалась и затушёвывалась. Примером может служить Краткая литературная энциклопедия, где в статье о литературных премиях говорится, что постановлением СНК СССР от 20 декабря 1939 года «были установлены Государственные премии СССР. До ноября 1961 года они именовались Сталинскими премиями». Подобная подмена названий часто встречается и в современных изданиях.

## Лауреаты
Удостоверение лауреата Сталинской премии, 1943 год. Постановление № 341

## Примечательный факт
Среди лауреатов были репрессированные позже Н. А. Вознесенский, П. Я. Мешик, В. Л. Зускин, Л. С. Штерн и др., а также репрессированные до присуждения премии и отсидевшие свой срок, такие как писатели А. Н. Рыбаков, В. Н. Ажаев; артисты М. М. Названов, А. Д. Дикий; учёные Д. С. Лихачёв, архиепископ Лука (Войно-Ясенецкий); прошедшие фашистский плен писатели С. П. Злобин, С. А. Макашин.
Звания лауреата Сталинской премии были лишены: Серго Берия, Лаврентий Берия, Андрей Сахаров, ряд других лауреатов Сталинской премии.

## В литературе
Сталинской премией третьей степени был награждён персонаж повести Всеволода Кочетова «Журбины» — модельщик Виктор Журбин, за изобретение станка «Жускив-1».